# 勒纹丽鲷属
勒紋麗鯛屬，是條鰭魚綱䲁形目麗魚科下的一個屬。

## 分類
本屬屬於褶唇麗魚亞科，目前被認可的種如下：
- Chalinochromis cyanophleps
- 勃氏勒紋麗鯛 Chalinochromis brichardi
- 波氏勒紋麗鯛 Chalinochromis popelini